# Apejba

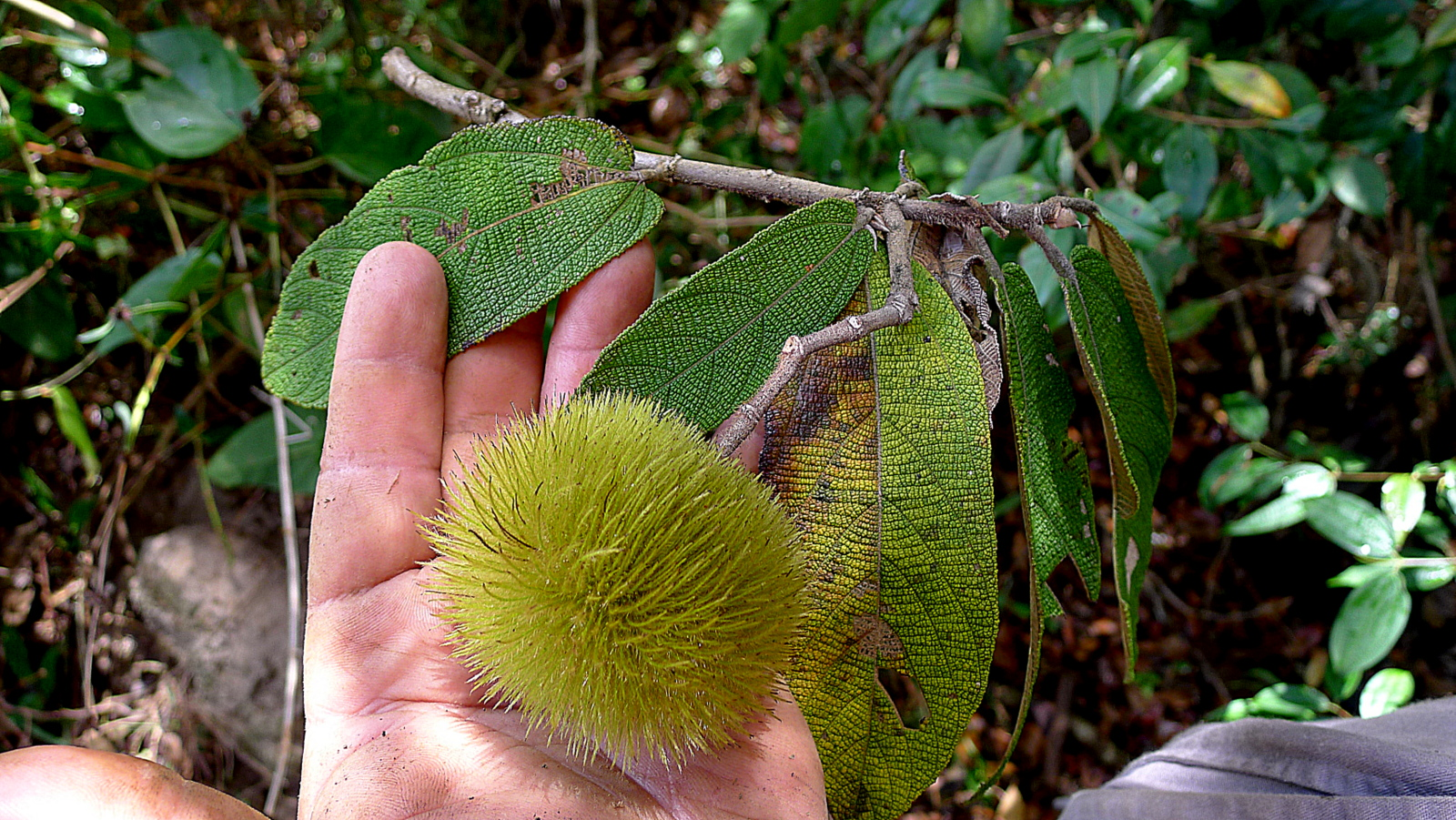
Ostnitý plod A. albiflora

Apejba (Apeiba), česky též poslupan, je rod rostlin z čeledi slézovité. Jsou to většinou stromy s jednoduchými střídavými listy a nepříliš nápadnými, zpravidla pětičetnými květy. Plody jsou nápadně ostnité nebo štětinaté tobolky, svým vzhledem připomínající mořskou ježovku. Rod zahrnuje 11 druhů a je rozšířen pouze v tropické Latinské Americe.
Apejby mají měkké a lehké dřevo, používané zejména k výrobě raftů. Některé druhy jsou zdrojem lýkových vláken k výrobě provazů nebo jsou využívány v domorodé medicíně.

## Popis
Apejby jsou stromy dorůstající výšek až přes 30 metrů, řidčeji vysoké keře. Některé druhy mají u paty kmene opěrné pilíře. Odění je složeno z hvězdovitých nebo i jednoduchých chlupů. Listy jsou jednoduché, střídavé. Čepele listů jsou vejčité, obvejčité nebo eliptické, se zaokrouhlenou až srdčitou bází, celokrajné nebo na okraji pilovité, s krátce zašpičatělým vrcholem. Žilnatina je od báze 3 až pětižilná. Na vrcholu řapíku je patrný pulvinus. Palisty jsou opadavé.
Květy jsou oboupohlavné, zpravidla pětičetné, pravidelné, uspořádané nejčastěji do chudých vrcholíků vyrůstajících naproti bázi listového řapíku. Kališní lístky jsou trojúhelníkovité až kopinaté, volné nebo na bázi srostlé. Koruna je bílá, žlutá či žlutozelená, zpravidla o něco kratší než kalich, složená z obvejčitých až lžicovitých korunních lístků. Tyčinek je mnoho, jsou víceméně volné a mají krátké nitky. Semeník je kulovitý a obsahuje 5 až 10 komůrek s mnoha vajíčky. Čnělka je tenká. Plodem je dřevnatá, zploštěle kulovitá tobolka s ostnitým nebo štětinatým povrchem, připomínající vzhledem mořskou ježovku. Plody jsou nepukavé nebo se otevírají pouze malým otvorem. Obsahují mnoho drobných, bezkřídlých semen uložených v dužnině.

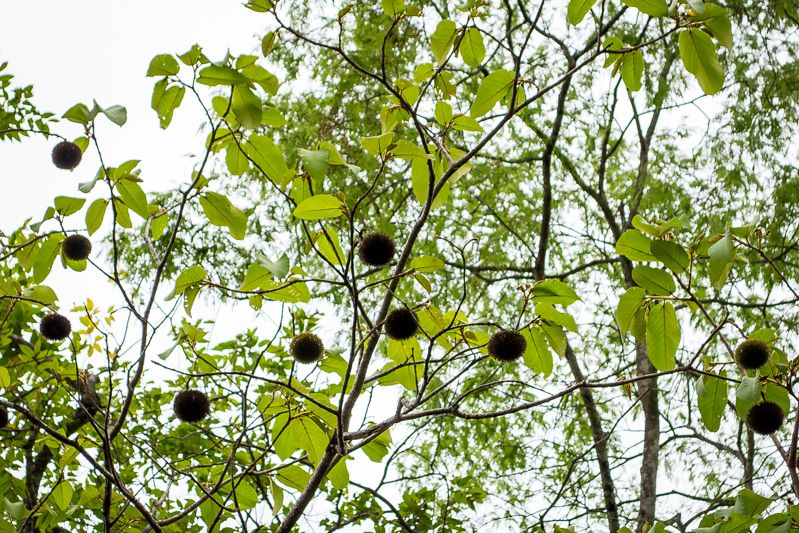
Apeiba tibourbou s plody
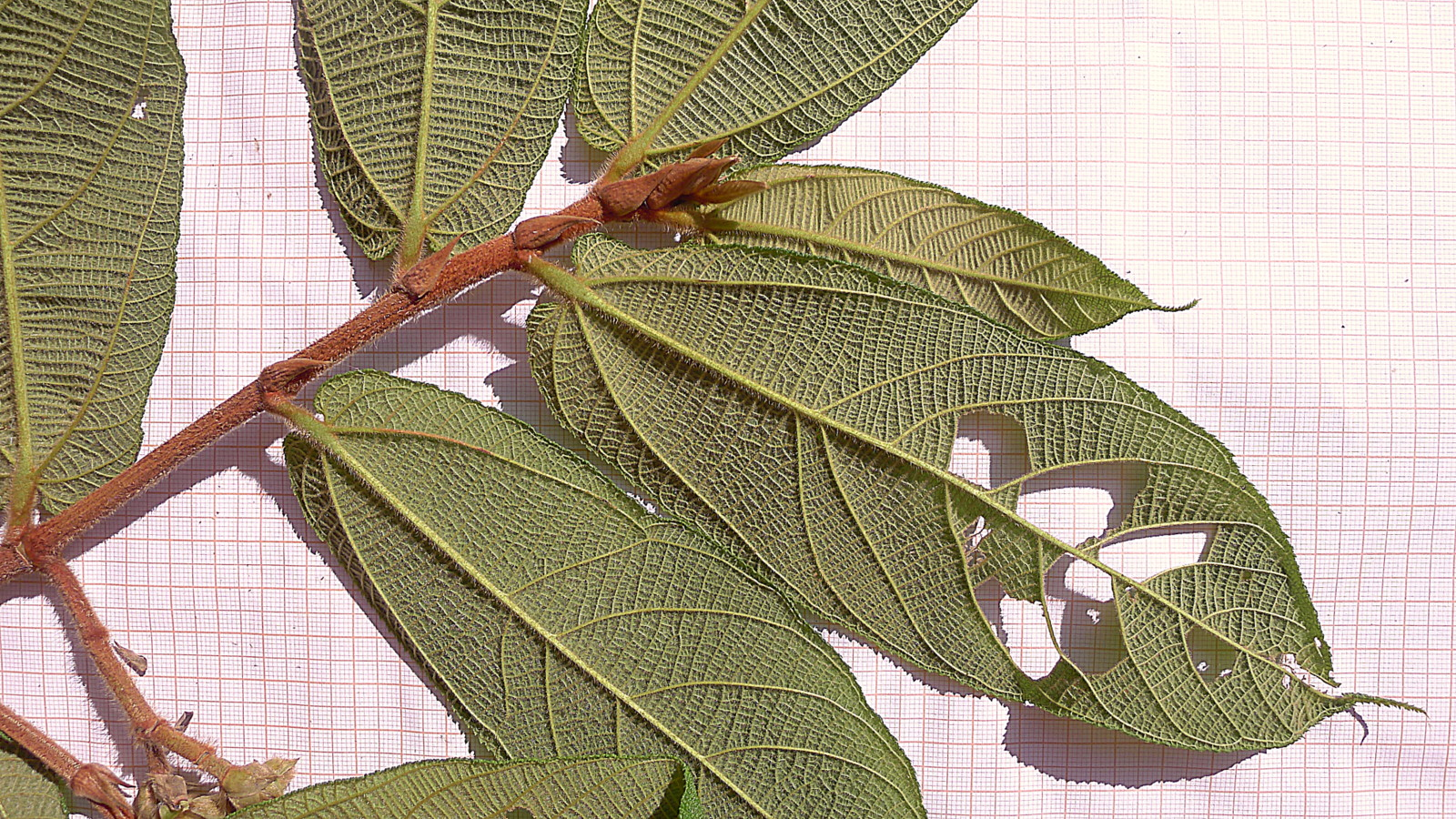
Větévka Apeiba albiflora
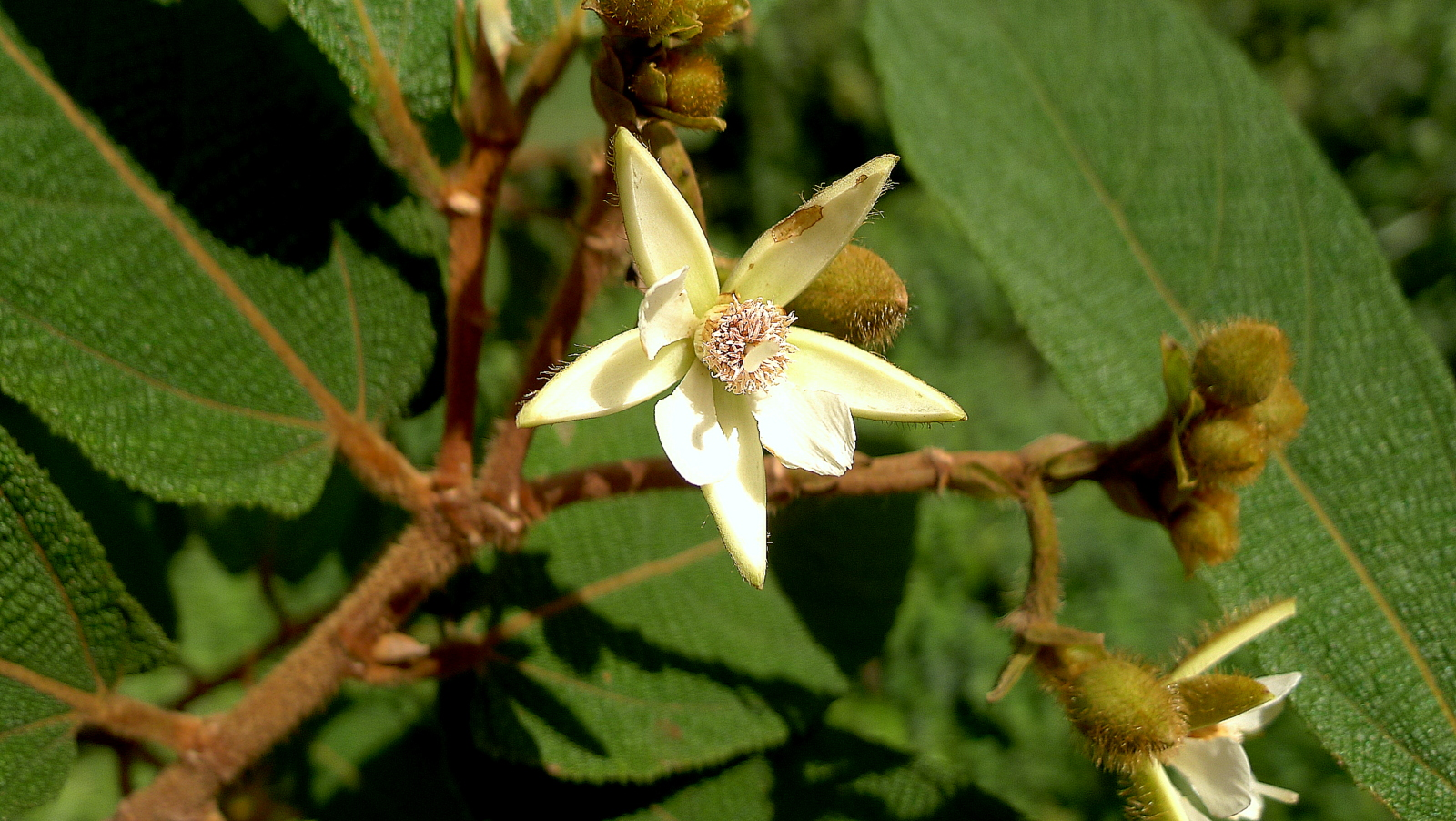
Květy Apeiba albiflora

## Rozšíření
Rod apejba zahrnuje celkem 11 druhů. Je rozšířen výhradně v tropické Americe. Největší areál má druh Apeiba tibourbou, rozšířený od jižního Mexika po Bolívii a na Karibských ostrovech.
Apejby nejčastěji rostou v nížinných a nižších montánních tropických deštných lesích, a to zejména v blízkosti vodních toků. Vyskytují se v primárním pralese i v sekundárních porostech na narušených místech.

## Ekologické interakce
Květy apejb opylují zejména větší druhy včel.
Některé druhy mají na listech domatia, v nichž žijí symbiotičtí roztoči.

## Taxonomie
Rod Apeiba je v rámci čeledi slézovité řazen do podčeledi Grewioideae.
V minulosti byl řazen do čeledi Tiliaceae (lipovité), která byla v systému APG vřazena do slézovitých.

## Význam
Dřevo apejb je měkké a lehké a používá se zejména k výrobě raftů. Je známo pod názvem duru. Z kůry se získávají vlákna sloužící k výrobě provazů a pletení. Olej ze semen některých druhů slouží v Latinské Americe při ošetřování revmatismu. Kůra druhu Apeiba petoumo je v Guyaně používána při hadím uštknutí, k zastavení krvácení a usnadnění porodu.